# Liste d'élections en 1933
Chronologie des élections
- 1929
- 1930
- 1931
- 1932
- 1933
- 1934
- 1935
- 1936
- 1937

Cette liste recense les élections organisées durant l'année 1933. Elle inclut les élections législatives et présidentielles nationales dans les États souverains, ainsi que les principaux référendums.
Dans un climat de terreur, les nazis du chancelier allemand Adolf Hitler accroissent nettement leur majorité relative des sièges au Reichstag aux élections de mars. Hitler parvient à instaurer une dictature à parti unique, et organise de nouvelles élections en novembre, auxquelles seuls les nazis peuvent concourir. Le parti s'approprie ainsi la totalité des sièges. C'est le début du Troisième Reich, État totalitaire.
Au Portugal, la dictature corporatiste, cléricale et fascisante d'António Salazar s'officialise via un référendum en mars qui institutionnalise l'Estado Novo, État à parti unique également.
À l'inverse, en Grèce (mars), en Rhodésie (septembre), en Espagne (novembre) et en Équateur (décembre), les élections produisent une alternance au pouvoir. En Grèce, en Espagne et en Équateur c'est la droite qui arrive au pouvoir par les urnes, tandis qu'en Rhodésie les élections donnent le pouvoir à un parti de centre-gauche porté par la crise économique et sociale.

## Par mois

### Janvier
| Date       | Pays                 | Élections    | Notes | Résultats |
| ---------- | -------------------- | ------------ | ----- | --- |
| 24 janvier | État libre d'Irlande | Législatives |       | Parlement sans majorité. Le parti Fianna Fáil (centre-droit conservateur, progressisme social), au pouvoir avec une majorité relative des sièges, accroît sa majorité relative et atteint la moitié exactement des sièges. Éamon de Valera (FF) demeure Premier ministre. |

### Février
| Date      | Pays | Élections    | Notes | Résultats |
| --------- | ---- | ------------ | ----- | --- |
| 8 février | Irak | Législatives |       | Les partisans du gouvernement conservent la majorité absolue des sièges. Leurs dissensions peu après le scrutin permettent toutefois une alternance ; Rachid Ali al-Gillani (Parti de la fraternité nationale : droite nationaliste et conservatrice) devient Premier ministre. |

### Mars
| Date    | Pays      | Élections    | Notes | Résultats |
| ------- | --------- | ------------ | --- | --- |
| 5 mars  | Allemagne | Législatives | Élections anticipées. Celles de novembre 1932 ont produit un gouvernement de coalition du Parti nazi et du Parti populaire, mené par Adolf Hitler. Pour ces nouvelles élections, les nazis instaurent un climat de terreur et de violences, dont des assassinats, contre les partis de gauche et du centre, qui ne peuvent faire campagne librement. Les nazis sont par ailleurs présents dans les bureaux de vote pour surveiller et intimider les électeurs. | Parlement sans majorité. Le Parti nazi (extrême-droite national-socialiste, antiparlementaire et antisémite) accroît nettement sa majorité relative des sièges. Le Parti social-démocrate (SPD, gauche) demeure deuxième ; le Parti communiste (marxiste-léniniste), durement réprimé, recule mais demeure troisième. Adolf Hitler (nazi) demeure chancelier, reconduisant initialement sa coalition avec le Parti populaire national (droite populiste, nationaliste, conservatrice et antisémite). En faisant arrêter tous les députés communistes pour les empêcher de siéger et en obtenant le soutien de tous les autres partis au Parlement à part le SPD, Hitler fait adopter dès le 24 mars une loi lui accordant les pleins pouvoirs pour quatre ans. Il fait alors interdire tous les partis autres que le sien et organise des élections anticipées à parti unique en novembre. |
| 5 mars  | Grèce     | Législatives | Élections anticipées, celles de septembre 1932 n'ayant pas produit de majorité stable. | Alternance. Les partis d'opposition au gouvernement du Parti libéral (centriste, vénizéliste) obtiennent une majorité absolue des sièges, le Parti populaire (droite conservatrice monarchiste) frôlant la majorité absolue à lui seul. Les vénizélistes tentent sans succès un coup d'État pour conserver le pouvoir ; Panagís Tsaldáris (Parti populaire) devient Premier ministre. |
| 19 mars | Portugal  | Référendum   | Depuis le coup d'État du 28 mai 1926, le Portugal est sous le régime de la Dictature nationale, dictature militaire. Les Portugais sont appelés à approuver une nouvelle Constitution qui créerait l'Estado Novo, dictature corporatiste et catholique à parti unique. Les femmes peuvent voter pour la première fois lors de ce scrutin. | La Constitution est approuvée officiellement par 99,5 % des votants, institutionnalisant la dictature d'António de Oliveira Salazar. |

### Avril
| Date     | Pays     | Élections    | Notes | Résultats |
| -------- | -------- | ------------ | ----- | --- |
| 26 avril | Pays-Bas | Législatives |       | Parlement sans majorité. Le Parti d'État catholique-romain (centre-droit chrétien-démocrate conservateur) demeure le premier parti à la Chambre des représentants, avec un peu plus d'un quart des sièges. La coalition tripartite de ce parti, du Parti antirévolutionnaire (centre-droit chrétien-démocrate protestant) et de l'Union chrétienne historique (centre-droit chrétien-démocrate protestant) demeure au pouvoir, s'élargissant à deux autres partis. Hendrikus Colijn (Parti antirévolutionnaire) devient Premier ministre. |

### Mai
| Date   | Pays                   | Élections     | Notes | Résultats |
| ------ | ---------------------- | ------------- | --- | --- |
| 3 mai  | Brésil                 | Constituantes | Le scrutin fait suite à la Révolution constitutionnaliste de 1932. Premières élections où les femmes aient le droit de vote. | Assemblée sans majorité. Le Parti progressiste est en tête, mais avec seulement une petite proportion des sièges. Outre adopter la Constitution brésilienne de 1934, l'assemblée élit Getúlio Vargas (sans étiquette) à la présidence de la république. En 1937 celui-ci abroge la jeune Constitution et met en place la dictature de l'Estado Novo.                                                                                         |
| 14 mai | Colombie               | Législatives  | Élections anticipées, celles de 1931 n'ayant pas produit de majorité. | Le Parti libéral, parti du président Enrique Olaya Herrera, remporte une majorité absolue des sièges à la Chambre des représentants. |
| 17 mai | Union d'Afrique du Sud | Législatives  | Chaque province définissant ses propres critères d'inclusion sur les listes électorales, certains Sud-Africains noirs ont le droit de vote dans les provinces du Cap et du Natal, mais pas dans celles du Transvaal et d'Orange, où la population blanche est d'origine afrikaner plutôt que britannique. En 1930 les femmes blanches ont obtenu le droit de vote. En 1931, pour les hommes blancs, le suffrage censitaire est remplacé par le suffrage universel sans condition de revenus. | Le Parti national (droite ethno-nationaliste afrikaner, conservatrice, républicaine et anti-britannique), perd sa majorité absolue, remportant exactement la moitié des sièges. Barry Hertzog (Parti national) demeure Premier ministre à la tête d'un gouvernement de coalition avec le Parti sud-africain (centre-droit libéral-conservateur afrikaner). En 1934, la majeure part de ces deux partis fusionnent pour devenir le Parti uni. |

### Juin
| Date    | Pays    | Élections     | Notes                                                                  | Résultats |
| ------- | ------- | ------------- | ---------------------------------------------------------------------- | --- |
| 25 juin | Uruguay | Constituantes | Le scrutin fait suite à l'auto-coup d'État du président Gabriel Terra. | Le Parti colorado (centre-gauche), parti du président, remporte une courte majorité absolue des sièges. L'assemblée prépare une nouvelle Constitution, soumise à la population par référendum en 1934. |

### Juillet
| Date           | Pays     | Élections    | Notes | Résultats |
| -------------- | -------- | ------------ | --- | --- |
| 1 au 3 juillet | Finlande | Législatives | | Parlement sans majorité. Le Parti social-démocrate (gauche) accroît sa majorité relative des sièges. Néanmoins, Toivo Mikael Kivimäki (Parti progressiste national : centre-droit libéral) demeure Premier ministre, reconduisant son gouvernement minoritaire de coalition de trois partis de centre-droit.                        |
| 16 juillet     | Islande  | Législatives | | Parlement sans majorité. Le Parti de l'indépendance (centre-droit conservateur) obtient une majorité relative des sièges dans les deux chambres. Ásgeir Ásgeirsson (Parti progressiste national : centre-droit libéral) demeure Premier ministre, reconduisant son gouvernement de coalition qui inclut le Parti de l'indépendance. |
| 16 juillet     | Monaco   | Législatives | Le pays à cette date ne dispose pas d'un gouvernement responsable devant le parlement, dont les prérogatives sont limitées. | Il n'y a pas de partis politiques ; tous les élus siègent sans étiquette. |

### Août
| Date    | Pays    | Élections    | Notes | Résultats                                                                                        |
| ------- | ------- | ------------ | --- | ------------------------------------------------------------------------------------------------ |
| 31 août | Andorre | Législatives | Le scrutin fait suite à la Révolution andorrane (en) en faveur de la démocratie. Les élections se déroulent au suffrage universel masculin. | Le Groupe nationaliste intégral (droite conservatrice) remporte une majorité absolue des sièges. |

### Septembre
| Date        | Pays            | Élections    | Notes | Résultats |
| ----------- | --------------- | ------------ | --- | --- |
| 6 septembre | Rhodésie du Sud | Législatives | La Rhodésie du Sud à cette date est un État autonome de l'Empire britannique. Les élections se font au suffrage censitaire et les électeurs doivent savoir lire et écrire, mesures qui écartent du droit de vote la plupart des Rhodésiens noirs, au profit de la minorité blanche. | Alternance. Soutenu par les petits agriculteurs blancs et les ouvriers blancs appauvris par la crise économique mondiale, le Parti réformiste (centre-gauche) obtient une courte majorité absolue des sièges, devançant le Parti de la Rhodésie (centre-droit) jusque là au pouvoir. Godfrey Huggins devient Premier ministre. |

### Octobre
| Date       | Pays    | Élections    | Notes                                                                                           | Résultats |
| ---------- | ------- | ------------ | ----------------------------------------------------------------------------------------------- | --- |
| 16 octobre | Norvège | Législatives |                                                                                                 | Parlement sans majorité. Le Parti travailliste (gauche socialiste) accroît nettement sa majorité relative des sièges, s'approchant de la majorité absolue. Johan Ludwig Mowinckel (Parti libéral : centriste) demeure néanmoins Premier ministre, à la tête d'un gouvernement minoritaire. |
| 21 octobre | Islande | Référendum   | Il est proposé que l'importation d'alcool, interdite par référendum en 1908, redevienne légale. | La proposition est approuvée par 57,7 % des votants. |

### Novembre
| Date        | Pays      | Élections    | Notes | Résultats |
| ----------- | --------- | ------------ | --- | --- |
| 12 novembre | Allemagne | Législatives | Élections anticipées. Ayant obtenu en mars les pleins pouvoirs, le gouvernement Hitler a instauré une dictature à parti unique. Le Parti nazi présente une liste unique aux électeurs, qui peuvent voter « pour » ou « contre ». Le vote ne se déroule pas à bulletin secret, et une campagne d'intimidation est mise en place pour contraindre les électeurs à voter « pour ». | Le Parti nazi (extrême-droite national-socialiste, antiparlementaire et antisémite) obtient 92,1 % de suffrages favorables et remporte ainsi tous les sièges. Adolf Hitler demeure chancelier. |
| 12 novembre | Allemagne | Référendum   | Les Allemands sont appelés à approuver un retrait du pays de la Société des Nations, afin de rejeter l'ordre international issu de la défaite allemande de 1918. | La mesure est approuvée par 95,1 % des votants. |
| 15 novembre | Siam      | Législatives | Le scrutin fait suite à la Révolution siamoise de 1932, qui met fin à la monarchie absolue et instaure une monarchie constitutionnelle. Élection de la moitié des membres de la Chambre des représentants, l'autre moitié étant nommée par le roi. Les électeurs élisent un collège électoral qui élit ces députés. Il n'y a pas de partis politiques.                          | Les élus siègent sans étiquette. Le général Phot Phahonyothin demeure Premier ministre. |
| 19 novembre | Espagne   | Législatives | C'est la Seconde République, dont la Constitution a donné le droit de vote aux femmes et permis l'adoption de réformes progressistes. Élections anticipées, les socialistes ayant cessé de soutenir le gouvernent et provoqué sa chute. | Assemblée sans majorité. Alternance. La Confédération espagnole des droites autonomes (droite catholique réactionnaire) est en tête avec plus d'un quart des sièges, suivie de près par le Parti républicain radical (centre-droit conservateur, libéralisme classique). Alejandro Lerroux (PRR) devient Premier ministre, formant un gouvernement de coalition de cinq partis de droite et du centre. |

### Décembre
| Date              | Pays     | Élections      | Notes | Résultats |
| ----------------- | -------- | -------------- | --- | --- |
| 14 et 15 décembre | Équateur | Présidentielle | Élection anticipée, le président Juan de Dios Martínez Mera (Parti libéral radical) ayant été destitué par le Sénat. | Alternance. José María Velasco Ibarra (Parti conservateur : droite conservatrice cléricale) est élu avec 80,2 % des voix.                                                   |
| 20 au 29 décembre | Roumanie | Législatives   | | Le Parti libéral national (droite nationaliste autoritaire) remporte une majorité écrasante des sièges dans les deux chambres. Gheorghe Tătărescu devient Premier ministre. |